# Vasile Sacară
Vasile Sacară (n. 6 aprilie 1881, Rudi, raionul Soroca, Republica Moldova – d. 7 octombrie 1938, Soroca, județul Soroca, România) a fost un politician, jurnalist, autor și profesor român.

## Biografie
S-a născut în satul Rudi din ținutul Soroca, gubernia Basarabia (Imperiul Rus), fiind al șaptelea copil în familia mazilului Grigore Sacară și a soției acestuia Agafia, născută Talmațchi.
În 1889 a fost înscris la școala primară de la Arionești, ulterior, a continuat studiile la școala medie din Soroca, absolvind-o în 1896.
A fost învățător timp de 2 ani (septembrie 1901 – septembrie 1903), în orășelul Șulavera din gubernia Tiflis. În periaoda septembrie 1908 – 1 septembrie 1909 a fost învățător la Țarigrad, iar în periaoda septembrie 1909 – septembrie 1910, profesor la gimnaziul particular al lui Taras Șic din Soroca. După ce apredat un an la Arionești (1910-1911), a fost învățător la școala din Băscani unde a activat timp de 20 de ani.
Întreținea legături ascunse cu românii basarabeni de la Iași: Pan Halippa, Dimitrie Bogos, Ion Pelivan, Constantin Stere.
În 1917, a cofondat revista Școala Moldovenească și a creat „Obștea învățătorilor din Basarabia”. A fost membru al Camerei Deputaților din România (1918–1923) și prim-prefect al județului Soroca (1923 – septembrie 1924), după care s-a retras din politică.
A fost distins cu Ordinul „Coroana României” în grad de cavaler (1930) și Medalia „Ferdinand I” cu spade și panglică (1932).